# 奈良県立桜井高等学校
奈良県立桜井高等学校（ならけんりつ さくらい こうとうがっこう、英: Nara Prefectural Sakurai Senior High School）は、奈良県桜井市桜井に所在する県立高等学校。

## 概要

### スクール・ミッション
自由に、その個性に応じて時代感覚をもった学殖豊かな世界人の育成
豊かに自分らしく生きるため、自分を変える「勇気」と自他を受け入れる「愛」を育み、安全・安心な社会の構築に貢献する生徒を育成する。

#### アドミッション・ポリシー
「本校の使命」及び「教育方針」を理解し、その達成を目指す意欲に溢れた生徒を受け入れる。特に、書芸コースにおいては次のような生徒を受け入れる。

【書芸コース】

日本や中国などの東洋の伝統文化である「書」に興味・関心をもち、入学後は積極的に「書」と向き合い、より深く学びたいという熱意や意欲がある生徒

#### カリキュラム・ポリシー
3つのコースの特性を生かしたカリキュラムを編成し、桜井高校でしか行えない「学び方を学び、自分の得意や興味・関心を伸ばす教育」を実施する。

【全コース共通】

- 自己管理能力を獲得し、社会で生きる力を養うプログラム – ノーチャイム、ポートフォリオ
- 基礎的学力を養うプログラム – オンライン学習
- 情報収集を行い活用する力を養うプログラム – ICT教育
- 安全や健康の管理を実践し、心身の健康を育むプログラム – 部活動、三輪山走歩大会
- コミュニケーション能力・リーダーシップを高めるプログラム – フューチャーセンターの活用、生徒会活動
- 多様性を認め合い、人間的魅力を磨くプログラム – 人権学習会、異文化交流
- 集団や社会に貢献する態度を伸ばすプログラム – 地域ボランティア、地域連携、社会貢献活動、キャリア教育
- 得意分野を発見し、とことん探究するプログラム – カリキュラム選択、総合的な探究の時間
- 批判的思考力を養い、表現するプログラム – アクティブ・ラーニング、プレゼンテーション
- 将来像（夢）を確立し、自己実現を目指すプログラム – キャリアデザインルーム、インターンシップ

これらに加えて、

【英語コース】

英語の運用能力・相互理解力・グローバルな思考力を獲得するプログラム – イングリッシュキャンプ、海外修学旅行、高大連携
【書芸コース】

知識・技能と芸術性を獲得するプログラム – Ｔ･Ｔ授業、卒業書作展、海外修学旅行、高大連携

#### グラデュエーション・ポリシー
卒業までに以下の資質・能力の育成を目指す。

【全コース共通】

○ 目指す4つの資質・能力

1. ＜主体的学習態度・何度でも挑戦する粘り強さ＞ 個性を磨き、自己実現のため何度でも挑戦する姿勢
2. ＜課題発見提案力・社会文化探究心＞ 社会とつながり、そのなかで課題を発見し、解決を提案する力
3. ＜コミュニケーション能力・リーダーシップ＞ 身の回りの状況を把握し、他者とつながり、集団を動かす力
4. ＜他者協働力・他者受容力＞ 他者の気持ちや置かれている立場を想像・理解し、多様性を認め合う態度

これらに加えて、

【英語コース】

多彩な英語学習の機会に触れることによる、英語の運用能力・相互理解力・グローバルな思考力
【書芸コース】

書の学習を通して文化と伝統を学ぶことによる、創造性豊かな感性・書道文化の発展に寄与する態度や能力

#### 校訓
校訓は「普く（あまねく）」「絶えず」「正しく」である。桜井高等女学校第2代校長野村伝四氏（夏目漱石門下生）の教育方針であり、「総てに対して、常に正しいと信じることに最善を尽くす。」という意味である。

## 沿革

### 略歴
1904年（明治37年）創立の「奈良県立桜井高等女学校」を前身とする。1948年（昭和23年）4月の学制改革により、新制高等学校（女子校）となり、同年9月に総合制の高等学校となり男女共学を開始した。高等女学校を前身としていたこともあり、男女共学になってからも男子生徒の在籍していない時代（1963年に新年度入学生を女子に限定、完全女子高化は1966年~1974年）であったが、1973年に男子生徒が入学し、男女共学が復活した。2014年（平成26年）に創立110周年を迎えた。

### 年表

#### 奈良県立桜井高等女学校
- 1904年（明治37年）4月11日 - 奈良県立桜井高等女学校（以下、高女）を開校。
- 1922年（大正11年）9月 - 徽章制定
- 1923年7月 - 洋服の着用始まる（生徒の自由に合わせたもの、制服ではない）
- 1925年4月12日 - 第2回日本女子オリンピック野球大会で野球優勝。
- 1927年（昭和2年） - 明治神宮大会で排球準優勝。
- 1928年4月 - 洋服が正式に制服と定められる。（新入生には上級生が裁縫練習として調整したもの）
- 1930年9月 - 全日本ジュニアガールズ選手権大会で籠球優勝。
- 1939年3月31日 - 私立学校令に基づき専攻学会を改組し桜井高女藤櫻学園設立。(1953年の専攻科設置まで存続)
- 1944年4月11日 - 被服廠工場となる。（大阪陸軍被服廠桜井支所）
- 1947年 - 学制改革（六・三制の実施）が行われ、昭和22年度より高女の生徒募集を停止。
  - 4月1日 - 新制の奈良県立桜井高等女学校併設中学校（以下、併設中）を併設し、高女1・2年修了者を転籍させ、併設中2・3年生として収容。
  - 併設中は経過措置としてあくまで暫定的に設置されたため、生徒募集は行われず、在校生は2・3年生のみであった。
  - 高女3・4年修了者はそのまま高女に在籍し、高女4・5年生に進級した（4年修了時点で卒業することもできた）。
  - 3月31日 - 奈良県立桜井高等女学校を閉校・廃止。

#### 奈良県立桜井高等学校
- 1948年（昭和23年）
  - 4月1日 - 奈良県立桜井高等学校（新制・女子校）が発足し、併設中は奈良県立桜井高等学校併設中学校に改称。
    - 高女卒業者（5年修了者）を新制高校3年生、高女4年修了者を新制高校2年生、併設中卒業者（3年修了者）を新制高校1年生として収容。
    - 在校生は1946年に高女へ最後に入学した3年生のみとなる。

  - 9月1日 - 高校三原則に基づく公立高校再編により、総合制・学区制の奈良県立桜井高等学校（新制・男女共学）が発足。
- 1949年3月31日 - 奈良県立桜井高等学校併設中学校を閉校・廃止。
- 1950年6月1日 - 新制服着用を開始。
- 1951年1月25日 - 校歌を制定。
- 1953年
  - 4月1日 - 高等学校卒業生を対象に専攻科（修業年限1年）を設置。
  - 6月24日 - 奈良県指令総第146号を以て藤櫻学園を廃止。
- 1956年4月1日 - 女子課程を設置。女子制服が現在の背広型に改められる。
- 1958年11月7日 - 校旗を制定。
- 1960年9月30日 - 家庭科教室が落成。
- 1962年4月1日 - 通常制を「全日制課程」に、通常課程を「普通科」に、女子課程を「家庭科」に改称。
- 1963年6月30日 - 理科教室が落成。
- 1965年2月11日 - 普通教室(6教室)が落成。
- 1968年8月20日 - 本館弟1期工事が竣工(教室6教室・特別教室3教室)。
- 1969年3月10日 - 第2期工事が竣工(教室6教室・管理室)。
- 1970年
  - 3月3日 - 第3期工事が竣工(教室6教室・図書館・特別教室2教室・管理室) 。
  - 10月10日 - 同窓会館が竣工。
- 1971年3月25日 - 体育館が竣工。
- 1972年2月29日 - 正門及び前庭整備工事が竣工。
- 1973年1月5日 - 1973年度第1学年より男女共学復活。
- 1974年
  - 1月8日 - 1974年度第1学年より家庭科募集停止
  - 3月30日 - プールの改修
- 1975年6月10日 - 野球場バックネットが竣工。
- 1976年3月31日 - 家庭科を閉科、廃止。
- 1977年12月20日 - 格技場竣工。
- 1981年
  - 3月31日 - 特別教室が竣工。
  - 8月31日 - 新体操場が竣工。
- 1985年3月30日 - 奈良県教育委員会規則により専攻科を廃止。
- 1995年（平成7年）
  - 3月24日 - クラブハウスが竣工。
  - 4月1日 - 普通科に書芸コースと英語コースを設置。
- 1998年3月10日 - 防球ネットが竣工。
- 2000年
  - 8月31日 - 北館改修工事が竣工。
  - 10月31日 - コンピュータ実習室と校内ネットワークが竣工。
- 2004年10月31日 - 創立100周年記念式典を挙行。
- 2011年
  - 6月12日 ‐ 全国高校総体奈良県予選　個人戦 第三位 久保貴洋　団体戦 第3位 メンバー（先鋒：大垣、次鋒：八瀬、中堅：松浦、副将：花谷、大将：久保）
  - 7月24日 - 第49回近畿高等学校剣道大会　団体戦ベスト16 メンバー（先鋒：大垣、次鋒：八瀬、中堅：松浦、副将：花谷、大将：久保）
  - 11月15日 - 本館耐震補強工事が竣工（33棟を除く）。
- 2012年
  - 3月 - 「スタンウェイ」復活プロジェクトが完了。
  - 9月14日 - 体育館耐震改修工事が竣工。
- 2013年
  - 7月28日 - 硬式野球部が第95回全国高等学校野球選手権記念奈良大会で優勝。
  - 8月 - 硬式野球部が第95回全国高等学校野球選手権大会に初出場。
  - 9月30日 - 本館33棟耐震工事が竣工。
- 2016年3月31日 - 教室ロッカーの回収。
- 2020年（令和2年）
  - 6月9日 - 花壇整備工事が竣工。
  - 9月4日 - 食堂エアコン設置工事が竣工。
- 2022年3月20日 - 防犯カメラ等設置工事が竣工。
- 2023年11月 - 2024年度より普通科英語コースの生徒募集を停止[3]。

## 基礎データ

### 所在地
- 奈良県桜井市桜井95

### アクセス
- 近鉄大阪線／JR万葉まほろば線「桜井駅」より北東へ約700m（徒歩約9分）

### 象徴

#### 校章
校章は1948年に制定。高等女学校時代の徽章に使用されていた桜と藤の花弁を継承。本校教諭（当時）の由井貞夫氏が高女の徽章を出来るだけ生かしつつも男子学帽の帽章に合うようにと考案したもの。それぞれSH（桜井ハイスクール 英: Sakurai High school）を示す形に改めた。中央に「高」の文字を置いている。左右対称でない点に特色がある。

#### 校歌
1950年に制定。作詞は前川佐美雄、作曲は平井康三郎による。歌詞は2番まであり、両番に校名の「桜井高校」が登場する。作詞者・前川の自筆の歌詞が応接室に飾られている。

#### 賛歌
1984年に生徒募集の中から採用。「闘志の渦」「熱き血潮」など力強い歌詞であり、新入生歓迎会などで歌われる。

## 設置する課程、学科及び定員
- 全日制課程
  - 普通科
    - 書芸コース - 105名（募集人員35名：特色選抜）
    - 英語コース - 80名（2024年度より生徒募集停止；2023年度以前の募集人員は40名）
    - 一般コース - 760名（募集人員280名：一般選抜；2023年度以前の募集人員は240名）

一般コースについては、2年次より、理型・文型（文I）・文型（文II）・英語型（2024年度入学生以降）のいずれかの類型の教育課程に分かれる。

## 学校行事

### 文化祭
文化祭は「桜華祭」と呼ばれ、毎年9月上旬の木曜日・金曜日の2日間に渡り開催される。

## 高校関係者と組織

### 高校関係者組織
- 奈良県立桜井高等学校学校運営協議会 - 保護者、地域住民、校長、関係行政機関の職員の中から委嘱された委員による機関。学校運営及び当該運営への必要な支援に関して協議する。
- 奈良県立桜井高等学校同窓会 - 卒業生による同窓会組織[4]。
- 奈良県立桜井高等学校育友会 - 生徒保護者による保護者会組織で、会員は入会金及び年会費を納入する。
- 奈良県高等学校PTA協議会 - 奈良県立教育研究所内に事務局を置くPTA協議会。奈良県立桜井高等学校育友会の会員をもって会員とし、会員は単位PTA分担金として会費を納入する。

### 高校関係者一覧

#### 著名な出身者
- 山村龍和 - 書家 （2002年度・書芸コース卒）
- 田津原理音- お笑い芸人

## 対外関係

### 高大連携
- 書芸コース - 筑波大学、奈良教育大学、大阪教育大学、高野山大学